# Eupelmus biguttus
Eupelmus biguttus är en stekelart som beskrevs av Girault 1917. Eupelmus biguttus ingår i släktet Eupelmus och familjen hoppglanssteklar. Inga underarter finns listade i Catalogue of Life.